# Coupe du monde de pentathlon moderne 2015
Navigation
2014 2016
La coupe du monde de pentathlon moderne 2015 se déroule entre le 18 février 2015 à Sarasota (États-Unis) et le 16 juin 2015 à Minsk (Biélorussie). La compétition est organisée par l'Union internationale de pentathlon moderne.
Cette compétition est composée de 4 manches et 1 finale. Les différentes villes qui accueillent l'évènement sont par ordre chronologique Sarasota (États-Unis), Le Caire (Égypte), Rome (Italie), Kecskemét (Hongrie), puis Minsk (Biélorussie).

## Résultats

### Hommes
| Date                   | Lieu      | Gagnant            | Second             | Troisième         |
| 18 au 22 février 2015  | Sarasota  | James Cooke        | Egor Puchkarevskiy | Ilia Frolov       |
| 19 au 23 mars 2015     | Le Caire  | Ruslan Nakonechnyi | Jan Kuf            | Pavel Tsikhanau   |
| 9 au 13 avril 2015     | Rome      | Pavlo Tymoshchenko | Robert Kasza       | Pierpaolo Petroni |
| 30 avril au 4 mai 2015 | Kecskemét | Valentin Belaud    | Ilia Frolov        | Valentin Prades   |
| 12 au 14 juin 2015     | Minsk     | Riccardo De Luca   | Pavlo Tymoshchenko | Pavel Iliashenko  |

### Femmes
| Date                   | Lieu      | Gagnant            | Second          | Troisième       |
| 18 au 22 février 2015  | Sarasota  | Samantha Murray    | Margaux Isaksen | Kate French     |
| 19 au 23 mars 2015     | Le Caire  | Laura Asadauskaitė | Margaux Isaksen | Freyja Prentice |
| 9 au 13 avril 2015     | Rome      | Laura Asadauskaitė | Zsófia Földházi | Donata Rimšaitė |
| 30 avril au 4 mai 2015 | Kecskemét | Zsófia Földházi    | Élodie Clouvel  | Margaux Isaksen |
| 12 au 14 juin 2015     | Minsk     | Laura Asadauskaitė | Gloria Tocchi   | Chloe Esposito  |

### Mixtes
| Date                   | Lieu      | Gagnant                                      | Second                                        | Troisième                                 |
| 18 au 22 février 2015  | Sarasota  | Russie Aleksander Lesun Hanna Buriak         | Irlande Arthur Lanigan O'Keeffe Natalya Coyle | Canada Joshua Riker-Fox Melanie McCann    |
| 19 au 23 mars 2015     | Le Caire  | Mexique Ismael Hernandez Uscanga Tamara Vega | Irlande Arthur Lanigan O'Keeffe Natalya Coyle | Hongrie Harangozo Bence Alekszejev Tamara |
| 9 au 13 avril 2015     | Rome      | Corée du Sud Hwang Woo-jin Yang Soo-jin      | Égypte Amro El Geziry Haydy Morsy             | Chine Guo Jianli Chen Qian                |
| 30 avril au 4 mai 2015 | Kecskemét |                                              |                                               |                                           |
| 12 au 14 juin 2015     | Minsk     |                                              |                                               |                                           |